# Minenleger-Kriegsabzeichen

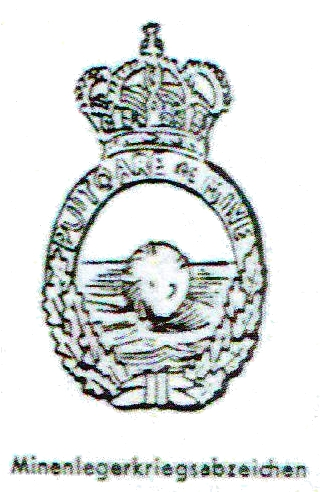
Das rumänische Minenleger-Kriegsabzeichen

Das Minenleger-Kriegsabzeichen war ein während des Zweiten Weltkriegs verliehenes rumänisches Kriegsabzeichen an Angehörige der königlich rumänischen Marine, welches am 27. Mai 1943 per Verordnung durch das Ministerium der Nationalen Verteidigung von Marschall Ion Antonescu gestiftet wurde.

## Verleihungsvoraussetzungen
Das Minenleger-Kriegsabzeichen wurde allen Besatzungsangehörigen von Minenlegerschiffen der rumänischen Marine verliehen, wenn diese bei 6 Minenlegeoperationen oder 6 Minenlegungsoperationen in feindlichen Gewässern zugegen waren. 

## Aussehen und Trageweise
Das hochovale Minenleger-Kriegsabzeichen ist grau silbern gehalten und zeigt in seiner unteren Hälfte einen Eichenlaubkranz und in seiner oberen Hälfte die Inschrift: PUITOARE DE MINE (Schiff für Transport und auslegen von Seeminen). In dessen Mitte ist zentral eine schwimmende Seemine mit Stachelfortsätzen zu sehen, die auf Wellen tanzt. Das obere Ende des Kriegsabzeichen ziert die königlich rumänische Krone. Getragen wurde es als Steckkreuz zu allen militärischen Anzügen unter der Ordensschnalle an der linken Brusttasche.